# Güzelyalı, Manavgat
Güzelyalı là một xã thuộc huyện Manavgat, tỉnh Antalya, Thổ Nhĩ Kỳ. Dân số thời điểm năm 2011 là 235 người.